# حصن القابل
 حصن القابل  تقع في ولاية القابل في المنطقة الشرقية بسلطنة عمان يحدها من جهة الشمال ولاية ابراء ومن جهة الجنوب بلدة بدية ومن الشمال الشرقي يحدها ولاية دماء والطائيين ومن الجنوب الشرقي ولاية بني خالد وغربا ولاية المضيبي.